# 凯尔西地区苏塞拉克
凯尔西地区苏塞拉克（法語：Sousceyrac-en-Quercy，法語發音：[suseʁak ɑ̃ kɛʁsi]）是法国洛特省的一个市镇，属于菲雅克区。该市镇于2016年由原市镇苏塞拉克、卡尔维亚克、科米亚克、拉卡姆杜尔塞和拉马蒂维合并而成，行政中心位于苏塞拉克。

## 地名
凯尔西（Quercy）是法国历史上的一个行省，位于法国西南部；苏塞拉克（Sousceyrac）则是该市镇的前身及主体。

## 地理
凯尔西地区苏塞拉克（44°52'27"N, 2°2'11"E）面积140.3 平方千米，位于法国奧克西塔尼大區洛特省，该省份为法国西南部内陆省份，北起顺时针与科雷兹省、康塔爾省、阿韦龙省、塔恩-加龙省、洛特-加龍省和多尔多涅省接壤。
与凯尔西地区苏塞拉克接壤的市镇（或旧市镇、城区）包括：圣索里、科尔纳克、弗赖西涅、欧蒙堡、拉图耶-朗蒂亚克、塞纳亚克-拉特龙基耶尔、泰雪、戈尔斯、康普圣马蒂兰莱奥巴泽、锡朗、圣于连勒佩勒兰、塞尔河畔拉瓦勒。
凯尔西地区苏塞拉克的时区为UTC+01:00、UTC+02:00（夏令时）。

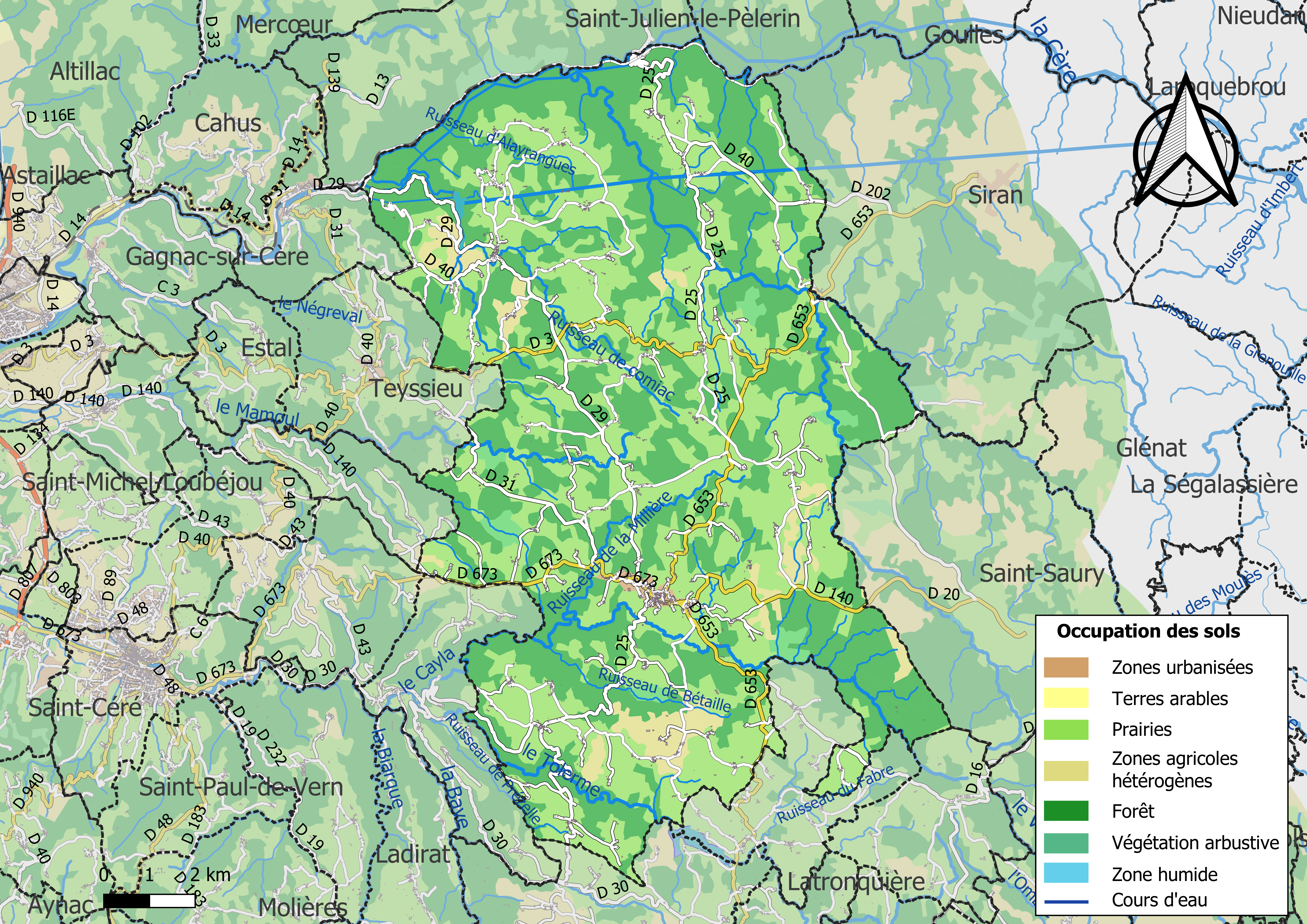
凯尔西地区苏塞拉克的OSM定位图

## 行政
凯尔西地区苏塞拉克的邮政编码为46190，INSEE市镇编码为46311。

## 政治
凯尔西地区苏塞拉克所属的省级选区为塞尔-塞加拉县。

## 人口
凯尔西地区苏塞拉克于2022年1月1日时的人口数量为1335人。